# Limni Agias (Chania)
Limni Agias (Chania) este o arie protejată (arie de protecție specială avifaunistică — SPA) din Grecia întinsă pe o suprafață de 68,44 ha, integral pe uscat.

## Localizare
Centrul sitului Limni Agias (Chania) este situat la coordonatele 35°28′33″N 23°56′03″E / 35.475695°N 23.934272°E.

## Înființare
Situl Limni Agias (Chania) a fost declarat arie de protecție specială avifaunistică în octombrie 2001 pentru a proteja 69 de specii de animale.

## Biodiversitate
Situată în ecoregiunea mediteraneană, aria protejată nu include niciun habitat protejat.
La baza desemnării sitului se află mai multe specii protejate de  păsări (69): fluierar de munte (Actitis hypoleucos), ciocârlie-de-câmp (Alauda arvensis), pescăruș albastru (Alcedo atthis), rață sulițar (Anas acuta), rață pitică (Anas crecca), rață mare (Anas platyrhynchos), Anser albifrons albifrons, lăstunul mare (Apus apus), stârc cenușiu (Ardea cinerea), ciuf de câmp (Asio flammeus), rața moțată (Aythya fuligula), șorecarul comun (Buteo buteo), Calidris alba, fugaci de țărm (Calidris alpina), fugaci roșcat (Calidris ferruginea), fugaci mic (Calidris minuta), bătăuș (Calidris pugnax), fugaci pitic (Calidris temminckii), caprimulg (Caprimulgus europaeus), prundăraș de sărătură (Charadrius alexandrinus), prundaș gulerat mare (Charadrius hiaticula), chirighiță-cu-aripi-albe (Chlidonias leucopterus), șerpar (Circaetus gallicus), erete vânăt (Circus cyaneus), acvilă țipătoare (Clanga clanga), prepeliță (Coturnix coturnix), cristeiul de câmp (Crex crex), lăstun de casă (Delichon urbicum), egretă mică (Egretta garzetta), șoim de iarnă (Falco columbarius), Falco eleonorae, șoim călător (Falco peregrinus), vânturel de seară (Falco vespertinus), lișiță (Fulica atra), becațină comună (Gallinago gallinago), scoicar (Haematopus ostralegus), piciorong (Himantopus himantopus), rândunică (Hirundo rustica), Hydrocoloeus minutus, stârc pitic (Ixobrychus minutus), capîntortură (Jynx torquilla), pescăruș râzător (Larus ridibundus), sitar de mâl (Limosa limosa), ciocârlie de pădure (Lullula arborea), rață fluierătoare (Mareca penelope), prigoare (Merops apiaster), codobatura galbenă (Motacilla flava), culic cu cioc subțire (Numenius tenuirostris), stârc de noapte (Nycticorax nycticorax), grangur (Oriolus oriolus), vultur pescar (Pandion haliaetus), vrabie negricioasă (Passer hispaniolensis), viespar (Pernis apivorus), Phalacrocorax aristotelis desmarestii, corcodel mare (Podiceps cristatus), corcodel-cu-gât-negru (Podiceps nigricollis), cresteț pestriț (Porzana porzana), lăstun de mal (Riparia riparia), Spatula clypeata, turturică (Streptopelia turtur), Tachymarptis melba, fluierar negru (Tringa erythropus), fluierar de mlaștină (Tringa glareola), fluierar cu picioare verzi (Tringa nebularia), fluierarul de zăvoi (Tringa ochropus), fluierar de lac (Tringa stagnatilis), fluierarul cu picioare roșii (Tringa totanus), Zapornia parva, Zapornia pusilla.
Pe lângă speciile protejate, pe teritoriul sitului au mai fost identificate 4 specii de păsări.